# Знак Военных заслуг (Австрия)
Знак Военных заслуг (нем. Militär-Verdienstzeichen) — государственная награда Австрии за военные или гражданские заслуги в области обороны государства.

## Положение о награде
Награда присуждается Федеральным Президентом по предложению Федерального Министра обороны.
Награда присуждается за военные или гражданские заслуги в области обороны государства.

## Степени
Награда состоит из одной степени.
Нагрудный знак без колодки.

## Описание знака
Награда представляет собой греческий крест белой эмали с широкой каймой красной эмали. На аверсе в центральном медальоне белой эмали с широкой каймой красной эмали золотое изображение государственного герба Австрии. Между лучами креста два золотых меча. Медальон реверса покрыт белой эмалью, в центре надпись золотом «VERDIENST». К одежде знак крепится с помощью заколки.